# Gaves réunis
Il Gaves réunis è un corso d'acqua formato dall'unione delle acque della gave de Pau con il gave d'Oloron, che percorre per 10 Km il dipartimento delle Landes fino al confine con quello dei Pirenei Atlantici, per poi confluire a sua volta nel fiume Adour.

## Geografia
È noto come Gaves réunis quel tratto di corso d'acqua che separa la confluenza della gave de Pau con quella d'Oloron, dalla confluenza con il fiume Adour. Questa parte raggruppa la quasi totalità delle gave, dalle quali proviene il suo nome.
Questo breve corso d'acqua bagna numerosi comuni. Esso inizia nel punto nel quale confinano i comuni di Sorde-l'Abbaye, Cauneille e Oeyregave, quindi incontra, alla sua riva destra, i confini di Peyrehorade, quindi i comuni di Hastingues, Orthevielle e Port-de-Lanne, nel cantone di Peyrehorade. Infine bagna il comune di Sames, nel Cantone di Bidache, per poi confluire presso il Bec du Gave nel fiume Adour.